# Azes II.

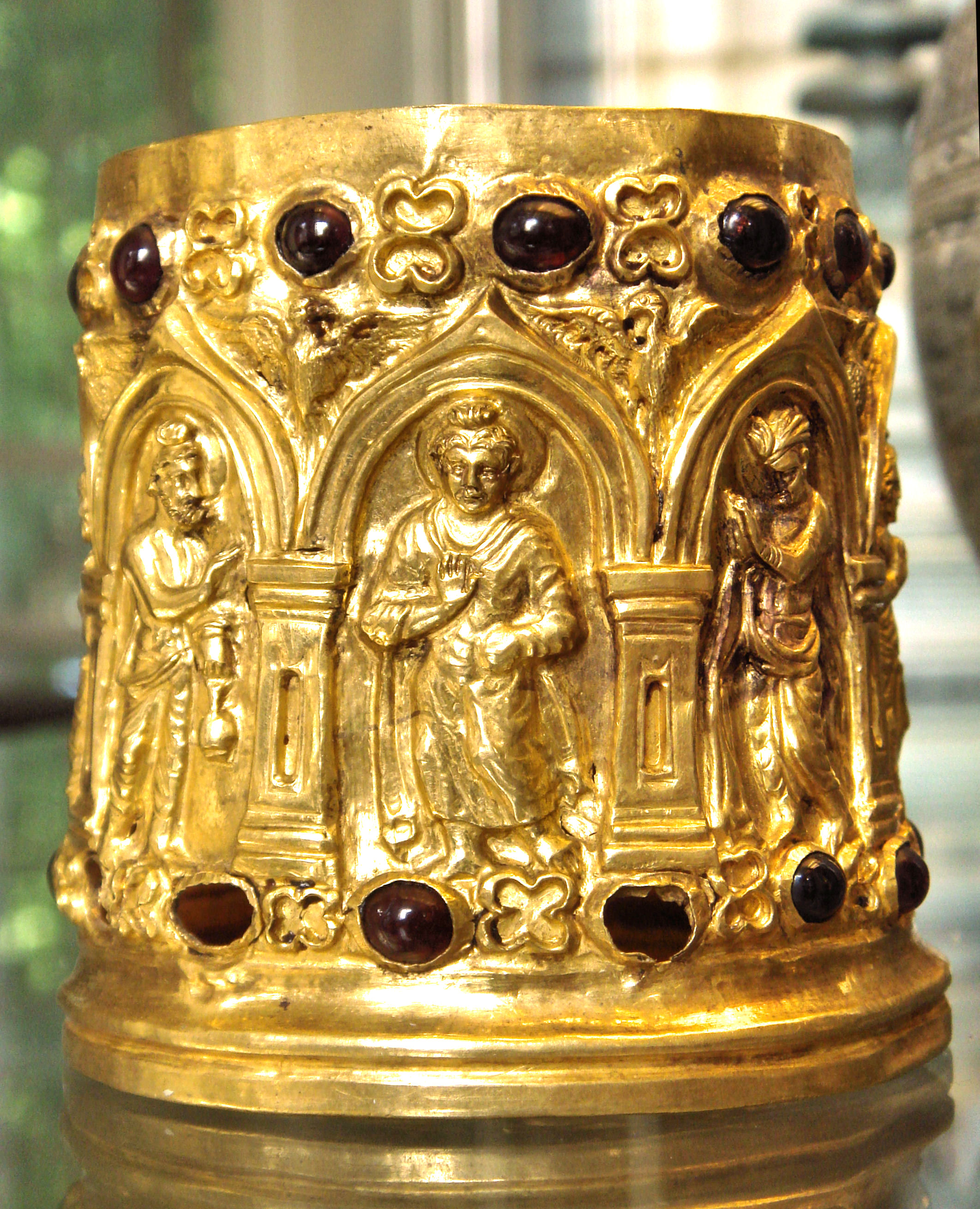
Bimaranreliquiar

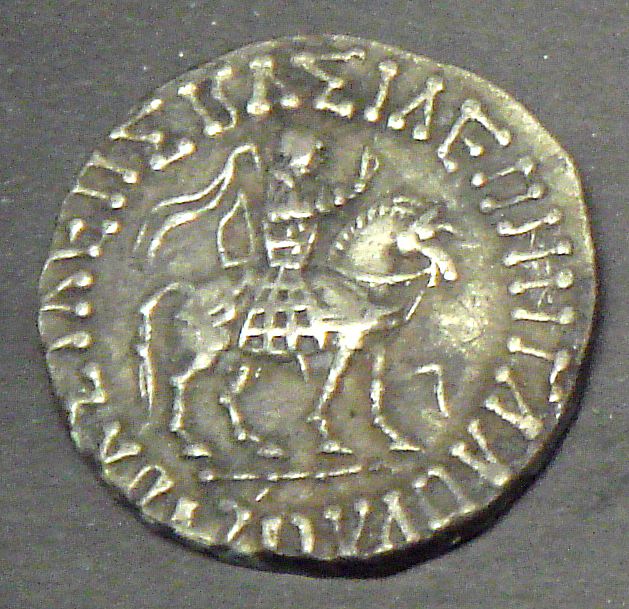
Münze Azes' II.

Azes II. († wohl um 12 v. Chr.) war ein indo-skythischer König, der von etwa 35–12 v. Chr. regierte.
Azes II. ist hauptsächlich von seinen Münzen bekannt. Er folgte dem nur kurz regierenden Azilises im Norden des Reiches. Azes II. scheint das Industal verloren zu haben, konnte aber Dschalalabad und Ab Gard erobern.
Das Reich scheint von Satrapen regiert worden zu sein. Am Ende der Regierungszeit von Azes II. machten sich jedenfalls die Satrapen Jihonika und Rajuvula unabhängig und prägten eigene Münzen.
Azes II. wird auch mit dem Bimaranreliquiar in Verbindung gebracht, einer runden Golddose (pyxis), die mit Darstellungen des Buddha und anderen anbetenden Figuren dekoriert ist. Es fand sich in einem bereits damals weitgehend zerstörten Stupa bei Bimaran (bei Dschalalabad, Afghanistan). In dem umgebenden Steatitgefäß fanden sich Münzen von Azes II., was einen Hinweis auf die Datierung des Stückes liefert. Die Darstellungen gehören zu den ältesten bekannten Abbildungen Buddhas.
Es wird von zwei Herrschern mit dem Namen Azes ausgegangen, doch gibt es auch Überlegungen, dass es eventuell nur einen Herrscher mit diesem Namen gegeben hat.